# 대은정
대은정(大隱亭)은 경상북도 안동시 길안면 대사리에 있는 정자이다. 2018년 6월 14일 안동시의 문화유산 제115호로 지정되었다.

## 지정 사유
대은정은 대은 우인택의 학문과 덕행을 추모하고 기리기 위하여 후손들이 건립한 정자이다. 건축규모는 정면 3칸, 측면 1칸 반이며 팔작지붕에 호터마 형식을 취하고 있다. 정자 전면에 반칸으로 누마루를 내었으며 어칸에는 마루, 양 쪽에는 방을 만든 구조이다.
대은 우인택은 조선 숙종과 영조 연간의 학자로서 본관은 단양이고, 자는 시지, 호는 대은이다. 안동 입향조인 역동 우탁 선생의 11대손으로 통정대부 공조참의 증직하였다. 고향인 안동 길안에 은거하면서 휴학을 양성하고 유림들과 교류하며 은일지사로 존경받는 인물이었다고 한다. 문집으로는 대은정원운과 대은팔경부가 있으며 그 밖에 차운 70여 수가 전해지고 있다.
보존 및 유지관리 상태가 양호하며 근현대기 누정 건축문화유산으로써 안동지역 전통 누정건축의 맥을 잇고 있어 가치가 있으므로 안동시 문화유산(유형유산)으로 지정한다.